# Movistar TV App
Movistar TV App es un servicio de cableoperador por internet (IPTV), que incluye canales en vivo y un catálogo con películas, series y contenido infantil, entre otros, disponible sin costo adicional para los clientes de la compañía.
El servicio estuvo disponible inicialmente solo para los usuarios fijos que contaran con planes Trío y Dúo. Posteriormente, se extendió para usuarios móviles de planes pospago, prepago y preplan.

## Historia
La plataforma se lanzó en febrero de 2016 con el fin de que los clientes de Movistar pudiesen visualizar canales de televisión en vivo fuera de sus hogares.
En mayo del 2017, ocurrió un cambio de imagen. Además, se vuelve posible acceder a cualquier contenido de la plataforma en cualquier dispositivo y se añaden clasificaciones de edad a las series.
En 2019, Movistar Play añade series y programas exclusivos a la plataforma.
En 2020 con el retiro de Movistar Series, todas las series que solían emitirse por este canal fueron añadidas a Movistar Play.
El 24 de noviembre de 2021, Movistar anunció que cambió el nombre de su aplicación de streaming de Movistar Play a Movistar TV App.

## Programación original
- Un día eres joven (producida en Perú) - La serie cuenta la historia de cinco amigos que enfrentan la vida a punto de llegar a los 30 años de edad.
- El día de mi suerte (producida en Perú) - Narra la historia de un imitador de Héctor Lavoe del Callao al que la vida ha dado muchos golpes y que constantemente busca señales de que su suerte cambiará. La llegada de Héctor Lavoe a Lima en el invierno de 1986 será esa señal que Toño esperaba. Convencido de que la llegada del cantante tiene una relación con su propio destino hará lo imposible por conocerlo y encontrarse con él.
- Aislados - La serie (coproducida en Perú) - Esta serie cuenta los secretos más oscuros que se ocultan en casa, donde la COVID-19, la corrupción y los problemas de salud mental envuelven a esta historia de pandemia hecha durante la cuarentena.
- Historias virales (coproducida en Perú) - La serie cuenta tres historias sobre como unos amigos viven la cuarentena por el virus del COVID-19 y reflejan cómo las personas viven el proceso de transformación, en tiempo real durante la pandemia universal.
- Raúl con Soledad (coproducida en Perú) - Esta comedia retrata la vida de Raúl y Soledad un matrimonio que lleva más de 27 años de casados y que se quiere separar, pero el Estado de Emergencia Nacional se los impide. A pesar de no soportarse ni un minuto más, ambos deben seguir conviviendo durante toda la cuarentena bajo el mismo techo.
- Ruido Capital (producida en Colombia) - La historia sigue la vida de un grupo de jóvenes amigos en la Bogotá de los 90 que busca encontrar su identidad a través de la música. Valentina es una rebelde que busca surgir con su banda. Sin embargo, deben hacerlo en una ciudad que se encontraba en un momento difícil de su historia, donde se comenzaban a crear nuevos códigos culturales en medio de algunas incertidumbres sociopolíticas.
- Manual de supervivencia (producida en Argentina) - Esta comedia dramática, retrata la vida de Esteban -quien a los cuarenta años- decide tomar una importante decisión: renunciar a su trabajo de abogado, que ejerció por más de quince años en el estudio familiar, para dedicarse de lleno a la actuación.Sin embargo sus planes no están funcionando como imaginaba; sin trabajo y recientemente separado se encuentra ante la difícil tarea de sostener su nuevo presente, y abrirse camino en el desconocido mundo actoral, que no es tarea sencilla.
- Los Prisioneros (serie de televisión) (producida en Chile) - La historia de la famosa banda chilena, sus logros como el día a día de esta agrupación roquera que fue una de las íconos en su tiempo, recreado por Movistar.